# Alejandro Urgelles Guibot
Alejandro Urgelles Guibot, född 2 juli 1951, död 16 oktober 1984, var en kubansk basketspelare som tog tog OS-brons 1972 i München. Detta var Kubas första tillika enda OS-medalj i basket.